# Givry-lès-Loisy
Givry-lès-Loisy é uma comuna francesa na região administrativa de Grande Leste, no departamento de Marne. Estende-se por uma área de 5,05 km². Em 2010 a comuna tinha 75 habitantes (densidade: 14,9 hab./km²).